# Liste der Listen von angetriebenen Lenkwaffen
Die Listen von angetriebenen Lenkwaffen bieten einen Überblick zu den Artikeln und Bereichen, die zu diesem Thema in Wikipedia verfügbar sind.
- Liste von Anti-Raketen-Raketen
- Liste von Boden-Luft-Raketen
- Liste von Luft-Boden-Raketen
- Liste von Luft-Luft-Lenkwaffen
- Liste von nuklearen Boden-Boden-Raketen
- Liste von Panzerabwehrlenkwaffen